# Donjon de Lastic
Le donjon de Lastic est un château du XVIe siècle situé sur la commune de Saou dans le département de la Drôme.
Aujourd'hui c'est un gîte dans un cadre naturel d'exception. 

## Historique
Le monument fait l’objet d’une inscription au titre des monuments historiques depuis le 21 octobre 1926.